# Kiyoshi Hayasaka
Kiyoshi Hayasaka (jap. 早坂 毅代司 Hayasaka Kiyoshi; * 4. Februar 1954) ist ein ehemaliger japanischer Skilangläufer.
Hayasaka, der an der Nihon-Universität studierte, kam bei seiner einzigen Teilnahme an Olympischen Winterspielen im Februar 1976 in Innsbruck auf den 55. Platz über 30 km und auf den 50. Rang über 15 km. Bei den Nordischen Skiweltmeisterschaften 1978 in Lahti belegte er den 48. Platz über 15 km, den 35. Rang über 30 km sowie den 29. Platz über 50 km und bei den Nordischen Skiweltmeisterschaften 1982 in Oslo den 45. Platz über 30 km, den 34. Rang über 50 km sowie den 12. Platz zusammen mit Itsuji Fukuuchi, Kazunari Sasaki und Taniyuki Yuki in der Staffel.